# 아이히발데역
아이히발데역(Bahnhof Eichwalde)은 브란덴부르크주 다메슈프레발트군 아이히발데에 있는 베를린 S반의 철도역이다. 아이히발데의 중심지는 서쪽으로 750 m 떨어져 있고, 베를린 시계와는 500 m 떨어져 있다.

## 역사
1874년 6월 1일에 베를린-괴를리츠선의 슈뫼크비츠 (부데 18)역(Schmöckwitz (Bude 18))으로 개통했다. 개통 당시 역사는 현재 위치에서 약 150 m 북쪽에 있었으며, 상대식 승강장 2면이 설치되었다. 1898년 6월 1일에 현재 위치로 이설되었고 아이히발데슈뫼크비츠(Eichwalde-Schmöckwitz)역으로 개칭되었다. 1934년에는 증기 기관차 견인 열차가 30분 간격으로 정차했다. 1935년에는 아이히발데 (텔토군)(Eichwalde (Kreis Teltow))역으로 개칭되었다.
제2차 세계 대전 종전 이후 복선 선로의 한 쪽이 철거되었다. 1945년 6월 21일에는 단선으로 교외선 영업이 재개되었다. 1947년 6월에는 교행 선로가 다시 설치되었다. 1951년 4월 30일에는 전철화가 완료되었고, 지하 보행자 터널이 연장되어 역 서쪽에서의 진입로가 추가되었다. 승강장 높이 역시 76 cm에서 96 cm로 높아졌다. 완공식은 다음 날인 5월 1일에 진행되었다. 1950년부터 1951년까지 진행된 공사는 아이히발데 지역 주민의 모금으로 재정을 확보했다.
1952년 5월 26일부터 동독에서 서베를린 주민이 동베를린 밖으로 이동하는 것을 차단하면서 아이히발데역은 검문 기능을 수행하게 되었다. 검문 수행을 위하여 S반 정차 시간이 6분으로 증가했다. 1953년 5월에는 부역명인 텔토군(Kreis Teltow)이 제거되었고 단순히 아이히발데역으로 개칭되었다. 1970년대에 역 보수공사를 진행하면서 과거 건축부의 일부를 덮어씌웠다. 1989년 여름에는 승강장 지붕 보수공사가 진행되었고, 지붕 지지대 붕괴로 인하여 승강장 지붕이 94 m에서 89 m로 단축되었다.
2018년에는 접근성 개선 공사가 시작되었다. 역 지하도 및 출입구가 재건축되며, 경사로 및 엘리베이터가 설치될 예정이다. 원래 계획으로는 2019년 10월에 완공될 예정이었다. 2021년에는 2022년 2월까지로 완공이 지연되었다. 2023년 12월 1일에는 지하도 공사와 경사로 설치가 완료되었다. 엘리베이터 공사는 2024년 11월에 완공될 예정이다.

## 인접 철도역
| 베를린 S반                 | 베를린 S반 | 베를린 S반                        |
| -------------------------- | ---------- | --------------------------------- |
| 그뤼나우 베스트엔트 방면   | S46        | 초이텐 쾨니히스 부스터하우젠 방면 |
| 그뤼나우 비르켄베르더 방면 | S8         | 초이텐 빌다우 방면                |